# Mladenovac
Mladenovac (em cirílico:Младеновац) é uma vila e um município da Sérvia localizada no distrito de Belgrado, na região de Šumadija e Kosmaj. Possuía uma população de 52490 habitantes segundo o censo de 2002.

## Demografia
| 1948  | 1953  | 1961   | 1971   | 1981   | 1991   | 2002   |
| ----- | ----- | ------ | ------ | ------ | ------ | ------ |
| 4 833 | 6 231 | 10 943 | 15 858 | 21 016 | 23 299 | 22 114 |